# Ma Huan
Ma Huan (马欢 ou 馬歡), de son nom honorifique Chung-dao 宗道 et de son nom de plume Bûcheron des montagnes, né dans le xian de Hui Ji dans la province chinoise du Zhejiang, est un navigateur chinois musulman, qui accompagna l'amiral Zheng He comme interprète dans 3 de ses 7 expéditions vers "les mers de l'Ouest".
Lors de la 3e expédition en 1413, il visite le Champa, Java, Palembang à Sumatra, le Siam, Cochin en Inde et Ormuz au Moyen-Orient.
Lors de l'expédition de 1421, il visite Malacca, les îles Aru, Sumatra, Ceylan, Cochin et Calicut en Inde, le Dhofar et Ormuz.
En 1431, il visite Chittagong au Bengale, Sonargaon, Gaur et Calicut dans le reste de l'Inde.  De Calicut, l'eunuque Hong Bao (en) l'envoie comme émissaire à La Mecque.
Lors de ses voyages, Ma Huan prend des notes sur la géographie, la politique, le climat, l'environnement, l'économie, les coutumes locales, et même les méthodes de punition pour les criminels.  De retour de la première expédition, il commence à écrire un livre relatif à son voyage, dont la première ébauche est achevée vers 1416.  Il continue à enrichir ce premier jet au cours des expéditions qui suivent, la version finale est prête aux alentours de 1451. Le titre final de son livre est Ying-yai Sheng-lan (L'étude globale des Rives des Océans).
Sous les dynasties des Ming et des Qing, de nombreux exemplaires manuscrits et imprimés sont réalisés. Le dernier exemplaire imprimé authentique est édité et annoté par l'historien Feng Chengjun. Une édition plus récente, basée sur les ouvrages manuscrits de la dynastie Ming, est publiée par Ocean Publishing House en Chine. Une traduction en anglais est réalisée par J. V. G. Mills pour la Hakluyt Society en 1970, réimprimée en 1997 par la The White Lotus Press à Bangkok. La traduction de Mills est basée sur une édition de Feng Chengjun.
Le Ying-yai Sheng-lan est considéré par les sinologues du monde entier comme une source fondamentale d'informations sur l'histoire des explorations navales de la dynastie Ming, l'histoire de l'Asie du Sud-Est et l'histoire de l'Inde.
Quelques chercheurs ayant travaillé sur Ma Huan :
- Jan Julius Lodewijk Duyvendak
- Friedrich Hirth
- Paul Pelliot
- Feng Chengjun
- Xiang Da
- René Rossi